# Hidetaka Nishiyama
Hidetaka Nishiyama (西山 英峻, 10 de octubre de 1928 - 7 de noviembre de 2008, fue un maestro de karate shotokan. Fue reconocido como un instructor internacional y un de los principales promotores de la asociación de kárate japonés. Nishiyama fue uno de los últimos discípulos del maestro Gichin Funakoshi, fundador del karate shotokan y padre del karate moderno. Se mudó a vivir a los Estados Unidos en 1961 hasta su muerte en 2008 a los 80 años, va a ser un pionero del karate en aquest país. Llegó al décimo grado de Dan, máximo reconocimiento dentro del kárate.